# 노태경
노태경(盧泰景, 1972년 4월 22일~)은 대한민국의 전 축구 선수이다. 포항 스틸러스 등에서 활약하였으며, 현재 미국에서 노태경 축구 교실을 운영하고 있다.

## 클럽 경력
포철중, 포철공고를 졸업한 뒤 1991년 포항제철 아톰즈에 입단하였다.
2001년, 성남 일화로 이적하였으나 한 경기에도 나서지 못하고 부상으로 은퇴하였다.

## 국가대표팀 경력
1991년 FIFA 세계 청소년 축구 선수권 대회에 참가하는 남북 단일팀 명단에 올랐으며, 대회에서 두 경기에 출전하였다.
1992년 10월 21일 열린 UAE와의 친선전에서 A매치에 데뷔하였다.

## 수상

### 포항 스틸러스
- K리그 우승 1회(1992년), 준우승 1회(1995년)
- FA컵 우승 1회(1996년)
- 리그컵 우승 1회(1993년), 준우승 1회(1996년)